# Selección de waterpolo de Serbia y Montenegro
La selección de waterpolo de Serbia y Montenegro, también conocido como la selección de waterpolo de la República Federal de Yugoslavia, representó a Serbia y Montenegro en los juegos internacionales de waterpolo, de 1993 a 2006. Fue gobernado por la Asociación de Waterpolo de la República Federal de Yugoslavia (1992-2003), luego la Asociación de Waterpolo de Serbia y Montenegro (2003-2006). El equipo ganó medallas en los Juegos Olímpicos, Campeonatos Mundiales y Europeos, Copa del Mundo FINA, Liga Mundial FINA y Juegos Mediterráneos.

## Historia
Después de la disolución de Yugoslavia, en 1991-1992, se disolvió la Selección de waterpolo de Yugoslavia. Bosnia y Herzegovina, Croacia, Macedonia (más tarde conocida como Macedonia del Norte) y Eslovenia formaron sus propios equipos nacionales . Mientras que la entonces restante y más pequeña Yugoslavia (originalmente conocida como República Federal de Yugoslavia, y más tarde como Serbia y Montenegro) formó su propio equipo nacional.
Ese equipo nacional se llamó originalmente "equipo nacional masculino de waterpolo de Yugoslavia" o "equipo nacional masculino de waterpolo de Yugoslavia FR", desde 1992 hasta 2003, después del nombre del país en ese momento. En 2003, después de que el país cambiara el nombre de Yugoslavia a Serbia y Montenegro, el equipo también pasó a llamarse "Equipo nacional masculino de waterpolo de Serbia y Montenegro". Después de que Serbia y Montenegro se separaron, en 2006, y se convirtieron en los países independientes de Serbia y Montenegro , cada uno de ellos formó sus propios equipos nacionales sucesores. La primera aparición del equipo nacional de waterpolo masculino de Serbia en una importante competición internacional fue en el Campeonato de Europa de 2006. Si bien la primera aparición delEl equipo nacional masculino de waterpolo de Montenegro en una importante competencia internacional fue en la Liga Mundial FINA 2007 .

### Nombres
- Selección de waterpolo de la República Federal de Yugoslavia (República Federal de Yugoslavia): 1992-2003
- Selección de waterpolo de Serbia y Montenegro: 2003-2006

### Selecciones predecesoras y sucesoras
- Predecesor
  -  Yugoslavia

- Sucesores
  -  Serbia
  -  Montenegro

## Participaciones

### Juegos Olímpicos
| Año                      | Posición                     |
| ------------------------ | ---------------------------- |
| 1936 hasta 1988          | Parte de R. F. de Yugoslavia |
| como R. F. de Yugoslavia |                              |
| 1992                     | Suspendido                   |
| 1996                     | 8°                           |
| 2000                     | Medalla de bronce            |
| como Serbia y Montenegro |                              |
| 2004                     | Medalla de plata             |

### Campeonato mundial
| Año                      | Posición                     |
| ------------------------ | ---------------------------- |
| 1973 hasta 1991          | Parte de R. F. de Yugoslavia |
| como R. F. de Yugoslavia |                              |
| 1994                     | Suspendido                   |
| 1998                     | Medalla de bronce            |
| 2001                     | Medalla de plata             |
| como Serbia y Montenegro |                              |
| 2003                     | Medalla de bronce            |
| 2005                     | Medalla de oro               |

### Copa Mundial
| Año                      | Posición                     |
| ------------------------ | ---------------------------- |
| 1979 hasta 1991          | Parte de R. F. de Yugoslavia |
| como R. F. de Yugoslavia |                              |
| 1993                     | Suspendido                   |
| 1995                     | No participó                 |
| 1997                     | 7°                           |
| 1999                     | 5°                           |
| 2002                     | Medalla de bronce            |
| como Serbia y Montenegro |                              |
| 2006                     | Medalla de oro               |

### Liga mundial
| Año                      | Posición         |
| ------------------------ | ---------------- |
| como R. F. de Yugoslavia |                  |
| 2002                     | No participó     |
| como Serbia y Montenegro |                  |
| 2003                     | 4°               |
| 2004                     | Medalla de plata |
| 2005                     | Medalla de oro   |
| 2006                     | Medalla de oro   |

### Campeonato de Europa
| Año                      | Posición                     |
| ------------------------ | ---------------------------- |
| 1950 hasta 1991          | Parte de R. F. de Yugoslavia |
| como R. F. de Yugoslavia |                              |
| 1993                     | Suspendido                   |
| 1995                     | No participó                 |
| 1997                     | Medalla de plata             |
| 1999                     | 7°                           |
| 2001                     | Medalla de oro               |
| como Serbia y Montenegro |                              |
| 2003                     | Medalla de oro               |

### Juegos mediterráneos
| Año                      | Posición                     |
| ------------------------ | ---------------------------- |
| 1959 hasta 1991          | Parte de R. F. de Yugoslavia |
| como R. F. de Yugoslavia |                              |
| 1993                     | Suspendido                   |
| 1997                     | Medalla de oro               |
| 2001                     | 4°                           |
| como Serbia y Montenegro |                              |
| 2005                     | Medalla de bronce            |

## Entrenadores
- 1992–1999 Nikola Stamenić
- 1999-2004 Nenad Manojlović
- 2004-2006 Petar Porobić